# David Martyn Jones
David Martyn Jones (* 1964) je velšský dirigent, hudební skladatel, aranžér, klavírista a varhaník. Narodil se v jihovelšském městě Pontypool a studoval na London College of Music (klavír, varhany, dirigování) a na Aberystwythské univerzitě. Od roku 1988 doprovázel Newportský filharmonický sbor na klavír, se kterým vystupoval i v zahraničí. V roce 2008 se stal zástupcem hudebního ředitele sboru. Rovněž doprovázel různé zpěváky, mezi něž patří například Wynne Evans a Hilary Summers. Rovněž spolupracoval s Cardiffským filharmonickým sborem. Rovněž se věnoval pedagogické činnosti.